# Parafia św. Klemensa w Wieliczce
Parafia Świętego Klemensa w Wieliczce – parafia należąca do dekanatu Wieliczka Wschód archidiecezji krakowskiej. Została utworzona w XI wieku. Kościół parafialny wybudowany w XIX wieku, konsekrowany w 1825 roku. Mieści się przy ulicy Zamkowej.

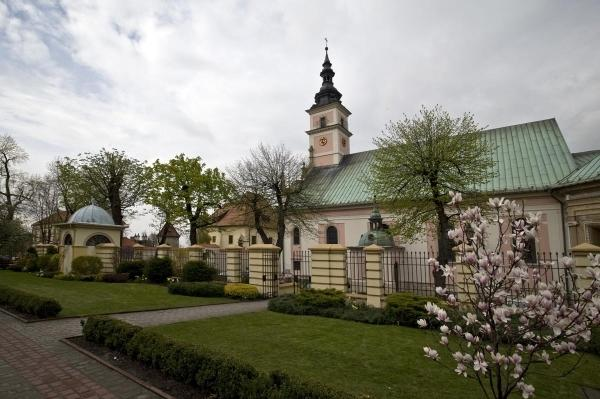
Kościół od zewnątrz po renowacji